# Яхново (Хвойнинский район)
Яхново — деревня в Хвойнинском муниципальном районе Новгородской области, относится к Песскому сельскому поселению. Расположена на автодороге из Песи в Мякишево.

## География
Яхново находится на высоте 162 м над уровнем моря, на левобережье реки Песь.

## Население
| 2009 | 2010 |
| ---- | ---- |
| 4    | ↘0   |

## Люди, связанные с деревней
Горюнов, Евгений Александрович — уроженец Яхново (1930 года), Заслуженный лётчик-испытатель СССР, инженер Жуковской лётно-испытательной и доводочной базы, Герой Российской Федерации.